# Junge Roemer
Junge Roemer ist das zweite Studioalbum des österreichischen Sängers Falco. Es erschien 1984 und wurde von Robert Ponger produziert, der schon am vorherigen Album Einzelhaft mitgewirkt hatte.

## Rezeption
Nach seinem Erfolg mit dem Album Einzelhaft und der daraus ausgekoppelten Single Der Kommissar veröffentlichte Falco 1984 sein zweites Album. Die Rezensionen der Musikkritiker fielen überwiegend gut aus. Das Album wurde gelobt, weil Falco mit Pop- und Rockmusik, die stark durch Funk beeinflusst ist, eine neue Tür seiner Genre-Bandbreite auftrat. Jahre später sagte Falco, dass er statt eines Albums ein Buch hätte veröffentlichen sollen, weil die Texte seiner Einschätzung nach von hoher Qualität seien.
Zwei Wochen nachdem das Album veröffentlicht worden war, erreichte es Platz eins in Österreich. Einen Monat später erschien die gleichnamige Single, die es in Österreich auf den 8. und in der Schweiz auf den 24. Platz in der Hitparade schaffte.

## Sonstiges
Sämtliche Titel des Albums wurden im Auftrag des ORF von DoRo für den etwa einstündigen Filmbeitrag Falco – Helden von heute verfilmt. Nach Falcos Tod erschien ein Buch, das nach dem auf dem Album zu findenden Lied Hoch wie nie benannt wurde. Außerdem erschien 2007 eine Best-of-CD/DVD, die denselben Titel trägt. 

## Titelliste
1. Junge Roemer (Ponger/Falco) – 4:31
2. Tut-Ench-Amon (Tutankhamen) (Ponger/Falco, V. Toulouse) – 4:30
3. Brillantin’ Brutal (Ponger/Falco) – 3:48
4. Ihre Tochter (Ponger/Falco) – 4:26
5. No Answer (Hallo Deutschland) (Ponger/Falco, Hale) – 3:37
6. Nur mit dir (Ponger/Falco) – 4:27
7. Hoch wie nie (Ponger/Falco) – 4:21
8. Steuermann (Ponger/Falco) – 3:44
9. Kann es Liebe sein (Ponger/Falco) – 4:06

## Charts und Chartplatzierungen

### Album
| Jahr | Titel        | Höchstplatzierung, Gesamtwochen, AuszeichnungChartplatzierungen (Jahr, Titel, Platzierungen, Wochen, Auszeichnungen, Anmerkungen) | Höchstplatzierung, Gesamtwochen, AuszeichnungChartplatzierungen (Jahr, Titel, Platzierungen, Wochen, Auszeichnungen, Anmerkungen) | Höchstplatzierung, Gesamtwochen, AuszeichnungChartplatzierungen (Jahr, Titel, Platzierungen, Wochen, Auszeichnungen, Anmerkungen) | Anmerkungen                      |
| Jahr | Titel        | DE | AT | CH | Anmerkungen                      |
| ---- | ------------ | --- | --- | --- | -------------------------------- |
| 1984 | Junge Roemer | DE49 (2 Wo.)DE | AT1 (11 Wo.)AT | — | Erstveröffentlichung: April 1984 |

### Singles
| Jahr | Titel        | Höchstplatzierung, Gesamtwochen, AuszeichnungChartplatzierungen (Jahr, Titel, , Platzierungen, Wochen, Auszeichnungen, Anmerkungen) | Höchstplatzierung, Gesamtwochen, AuszeichnungChartplatzierungen (Jahr, Titel, , Platzierungen, Wochen, Auszeichnungen, Anmerkungen) | Höchstplatzierung, Gesamtwochen, AuszeichnungChartplatzierungen (Jahr, Titel, , Platzierungen, Wochen, Auszeichnungen, Anmerkungen) | Anmerkungen                      |
| Jahr | Titel        | DE | AT | CH | Anmerkungen                      |
| ---- | ------------ | --- | --- | --- | -------------------------------- |
| 1984 | Junge Roemer | — | AT8 (11 Wo.)AT | CH24 (3 Wo.)CH | Erstveröffentlichung: April 1984 |
| 1984 | Nur mit Dir  | — | — | — | Erstveröffentlichung: 1984       |